# Trey Hill
Deontrey N. Hill (Warner Robins, 23 gennaio 2000) è un giocatore di football americano statunitense che milita nel ruolo di centro per i Cincinnati Bengals della National Football League (NFL).

## Carriera

### Cincinnati Bengals
Hill al college giocò a football a Georgia. Fu scelto nel corso del sesto giro (190º assoluto) nel Draft NFL 2021 dai Cincinnati Bengals. Nella sua stagione da rookie disputò 13 partite, di cui 3 come titolare.

## Palmarès
- American Football Conference Championship: 1

Cincinnati Bengals: 2021